# Gaugamela

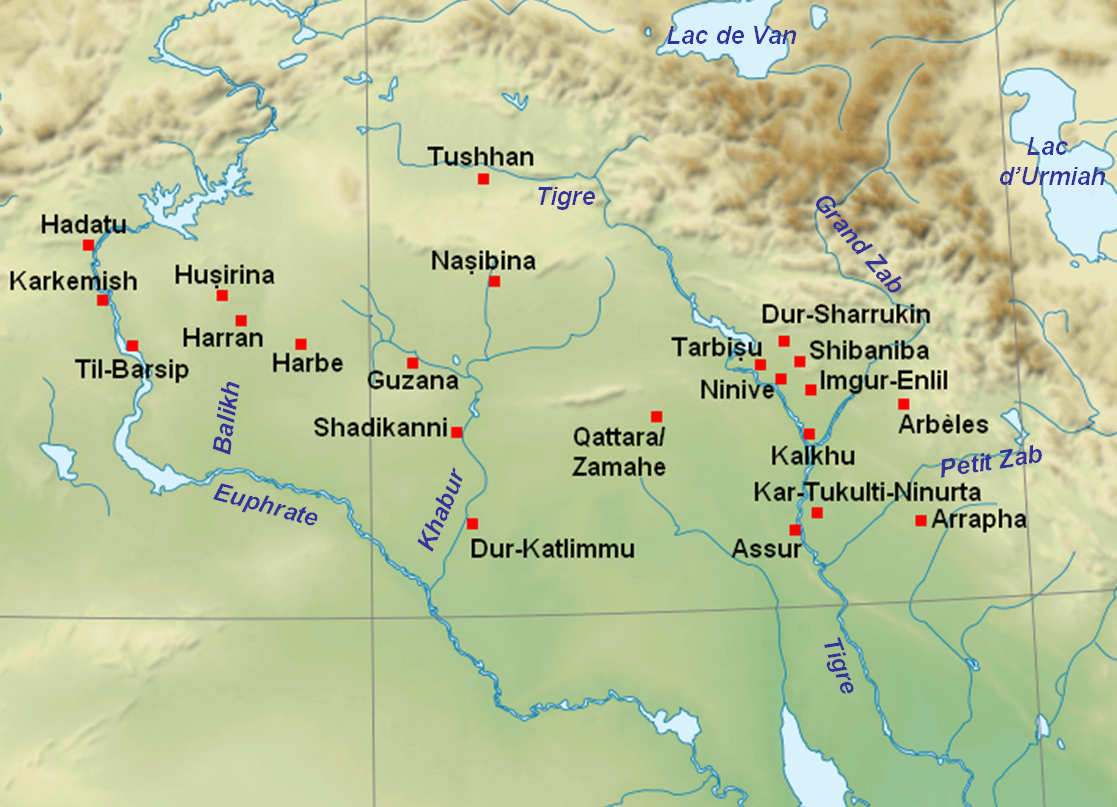
Mapa północnej Mezopotamii. Gaugamela leżeć miała pomiędzy rzekami Tygrys (Tigre) i Duży Zab (Grand Zab), na północny zachód od Arbeli (Arbeles) i północny wschód od Niniwy (Ninive)

Gaugamela – istniejąca w I tys. p.n.e. wioska w północnej Mezopotamii, która leżała pomiędzy rzekami Tygrys i Wielki Zab, na północny zachód od Arbeli i północny wschód od Niniwy. W pobliżu tej wioski rozegrała się w roku 331 p.n.e. bitwa pod Gaugamelą, w której Aleksander Wielki odniósł zwycięstwo nad królem perskim Dariuszem III.
Według Plutarcha słowo Gaugamela znaczyć miało „dom wielbłąda”, jako że jeden ze starożytnych królów kraju, po ucieczce wrogom na szybkim wielbłądzie, dał zwierzęciu tutaj dom, przeznaczając pewne wioski i dochody na jego utrzymanie.
Flawiusz Arrian podaje, że Gaugamela leżeć miała nad rzeką Bumodus, około 70 mil od miasta Arbela. Rzeka Bumodus identyfikowana jest z obecną rzeką Khazir, dopływem Dużego Zabu (greckie Lycus).
Najnowsze badania, prowadzone przez polskich naukowców, wskazują, że Gaugamela mogła leżeć na terenie dzisiejszego Kurdystanu w Iraku, w okolicy Tell Gomel lub Mosulu. Poprzednio naukowcy typowali okolice Karamlesh i Al-Hamdanijja.